# ひまわりの家 (財津和夫の曲)
『ひまわりの家』（ひまわりのいえ）は、財津和夫の通算15枚目のシングル。

## 背景
パイオニアLDCからビクターエンタテインメントに移籍後初のシングルで、表題曲の「ひまわりの家」は、アニメ映画『クレヨンしんちゃん 暗黒タマタマ大追跡』のエンディング・テーマに使用された。
「ひまわりの家」は、財津のアルバムには未収録で、2000年にキングレコードから発売された『クレヨンしんちゃん』の主題歌アルバム『ザ・ミレニアム・オブ クレヨンしんちゃん ベスト・ヒット・シングル・ヒストリー』に初めて収録された。

## 収録曲
| 全作詞・作曲・編曲: 財津和夫。 |                                        |          |            |      |
| #                              | タイトル                               | 作詞     | 作曲・編曲 | 時間 |
| 1.                             | 「ひまわりの家」                       | 財津和夫 | 財津和夫   | 3:30 |
| 2.                             | 「ひまわりの家」(オリジナル・カラオケ) | 財津和夫 | 財津和夫   | 3:30 |
| 合計時間:                      | 合計時間:                              | 7:00     |            |      |

## 収録作品
| 収録アルバム                                                                     | 発売日         | 規格品番     | 備考                                               |
| -------------------------------------------------------------------------------- | -------------- | ------------ | -------------------------------------------------- |
| 『ザ・ミレニアム・オブ クレヨンしんちゃん ベスト・ヒット・シングル・ヒストリー』 | 2000年12月21日 | KICA-1243    | テレビ朝日系アニメ『クレヨンしんちゃん』の主題歌集 |
| 『クレヨンしんちゃん スーパー・ベスト30曲入りだゾ』                              | 2003年2月21日  | COCX-32115/6 | テレビ朝日系アニメ『クレヨンしんちゃん』の主題歌集 |
| 『クレヨンしんちゃん TV・映画 主題歌集だゾ』                                     | 2009年1月21日  | COCX-35371/2 | テレビ朝日系アニメ『クレヨンしんちゃん』の主題歌集 |
| 『プリッと!こんぷりーと クレヨンしんちゃん30周年記念テーマソング集』             | 2022年11月30日 | COCX-41902/5 | テレビ朝日系アニメ『クレヨンしんちゃん』の主題歌集 |

## タイアップ
| # | 曲名             | タイアップ                                                         | 出典        |
| - | ---------------- | ------------------------------------------------------------------ | ----------- |
| 1 | 「ひまわりの家」 | 映画『クレヨンしんちゃん・暗黒タマタマ大追跡』エンディング・テーマ | [ 1 ] [ 2 ] |